# Gare d'Ilovaïsk
La gare d'Ilovaïsk, (ukrainien : Іловайськ (станція)) est une gare ferroviaire ukrainienne située à Ilovaïsk, dans l'oblast de Donetsk.

## Histoire

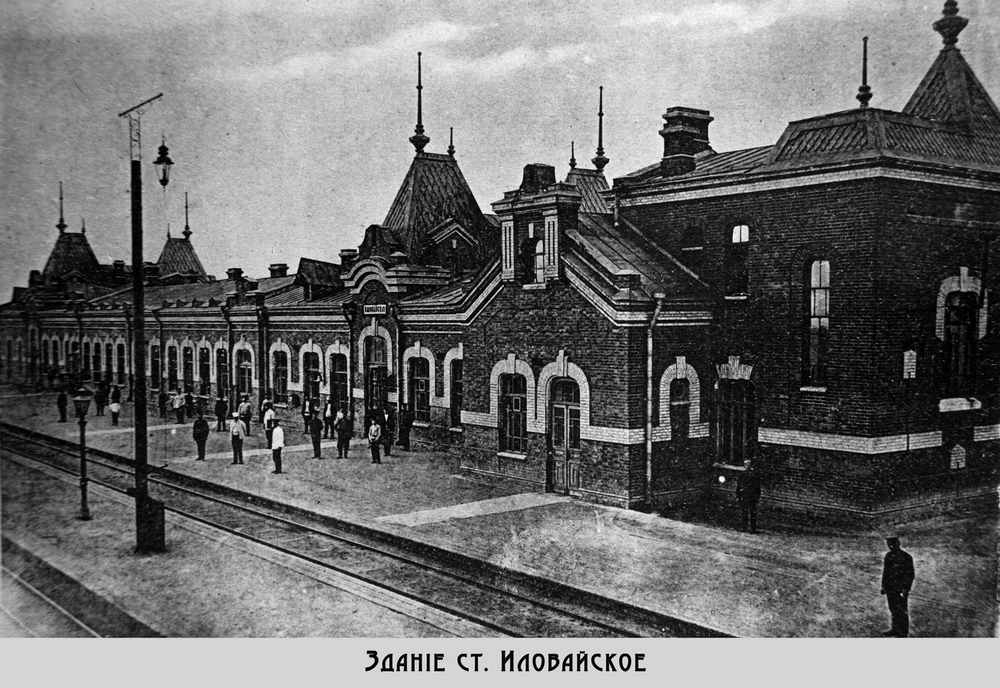
En 1909.

Ilovaïsk est fondée en 1869, sur la ligne de chemin de fer Kharkov – Taganrog. Elle tire son nom d'une propriété de la famille Ilovaïski. Elle connaît un développement rapide, en devenant un carrefour ferroviaire, après l'ouverture d'autres lignes de chemin de fer, comme celle reliant le chemin de fer Koursk-Kharkov-mer d'Azov au Chemin de fer de Catherine, puis, dans les années 1902 – 1904, la ligne Dolguintsevo (Krivoï-Rog) – Volnovakha – Ilovaïsk – Debaltsevo (chemin de fer de Catherine II).

### Desserte

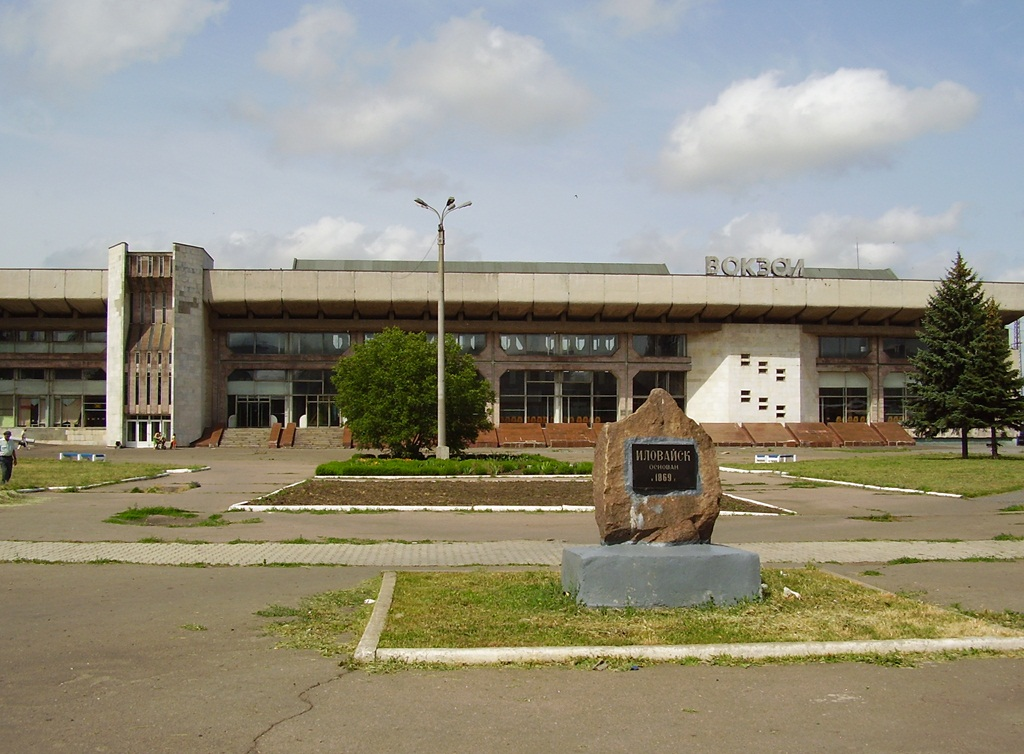
Le bâtiment principal classé.

### Intermodalité

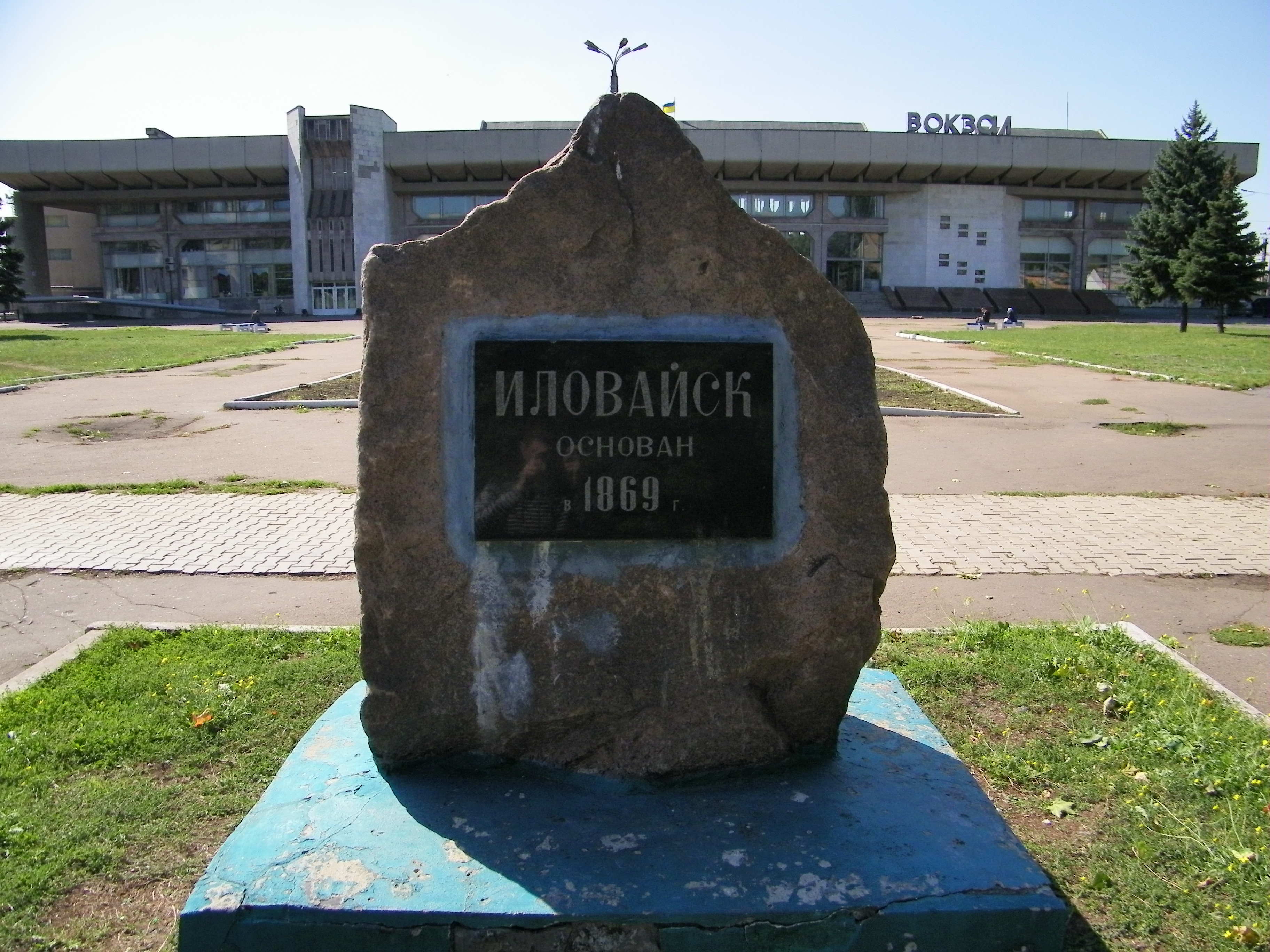
Mémorial proche de la gare.